# Gilberto (calciatore 2001)
Deivi Miguel Vieira, meglio noto come Gilberto (Luanda, 10 marzo 2001), è un calciatore angolano, attaccante del Petro Atlético in prestito dall'Orlando Pirates e della nazionale angolana.

## Carriera

### Club
Dopo aver iniziato a giocare a calcio nel Real Sambila, nella terza divisione angolana, nel 2020 si trasferisce al club di Girabola del Recreativo do Libolo
Dopo due stagioni in cui mette a segno tre reti in 22 presenze, il 27 giugno 2022, si trasferisce a titolo definitivo si campioni in carica del Petro Atlético. 
Nella prima stagione con l'Atlético mette a segno 12 reti in 24 presenze in campionato, contribuendo alla vittoria di un double nazionale.
Conclusa la seconda stagione con sei reti in 17 presenze, il 28 giugno 2024 passa a titolo definitivo si sudafricani dell'Orlando Pirates, per una cifra pari a 561 mila euro. Sceglie di indossare la maglia numero 11.

### Nazionale
Debutta in nazionale maggiore il 28 agosto 2022 nella gara delle qualificazioni al campionato delle nazioni africane 2022 contro il Sudafrica.
Pochi giorni dopo, il 4 settembre segna la prima rete in nazionale proprio contro il Sudafrica.
Nel 2022 viene convocato per disputare la competizione succitata; mentre nel gennaio 2024 viene convocato per partecipare alla Coppa delle nazioni africane 2023, come sostituto di M'Bala Nzola.
Dopo aver saltato la prima partita, il 20 gennaio 2024 bagna il debutto nella competizione con una rete, quella del definitivo 2-3 nella vittoria contro la Mauritania.

## Statistiche

### Presenze e reti nei club
Statistiche aggiornate al 11 marzo 2025.
| Stagione                    | Squadra                     | Campionato                  | Campionato | Campionato | Coppe nazionali | Coppe nazionali | Coppe nazionali | Coppe continentali | Coppe continentali | Coppe continentali | Altre coppe | Altre coppe | Altre coppe | Totale | Totale |
| Stagione                    | Squadra                     | Comp                        | Pres       | Reti       | Comp            | Pres            | Reti            | Comp               | Pres               | Reti               | Comp        | Pres        | Reti        | Pres   | Reti   |
| --------------------------- | --------------------------- | --------------------------- | ---------- | ---------- | --------------- | --------------- | --------------- | ------------------ | ------------------ | ------------------ | ----------- | ----------- | ----------- | ------ | ------ |
| 2019-2020                   | Real Sambila                | APS                         | ?          | ?          |                 | -               | -               |                    | -                  | -                  |             | -           | -           | ?      | ?      |
| 2020-2021                   | Recreativo do Libolo        | G                           | 8          | 0          | CA              | ?               | ?               | -                  | -                  | -                  | -           | -           | -           | 8+     | 0+     |
| 2021-2022                   | Recreativo do Libolo        | G                           | 14         | 3          | CA              | ?               | ?               | -                  | -                  | -                  | -           | -           | -           | 14+    | 3+     |
| Totale Recreativo do Libolo | Totale Recreativo do Libolo | Totale Recreativo do Libolo | 22         | 3          |                 | ?+              | ?+              |                    | 0                  | 0                  |             | 0           | 0           | 22+    | 3+     |
| 2022-2023                   | Petro Atlético              | G                           | 24         | 12         | CA              | 1+              | 0+              | CCL                | 10                 | 1                  | -           | -           | -           | 8+     | 0+     |
| 2023-2024                   | Petro Atlético              | G                           | 17         | 6          | CA              | ?               | ?               | CCL+AFL            | 9+2                | 0+0                | -           | -           | -           | 28+    | 6+     |
| Totale Petro Altético       | Totale Petro Altético       | Totale Petro Altético       | 41         | 18         |                 | 1+              | 0+              |                    | 21                 | 1                  |             | 0           | 0           | 63+    | 19+    |
| 2024-gen. 2025              | Orlando Pirates             | PD                          | 5          | 0          | CS+MTN 8        | 1+2             | 0+0             | CCL                | 4                  | 0                  | -           | -           | -           | 12     | 0      |
| gen.-giu. 2025              | Petro Atlético              | G                           | 0          | 0          | CA              | 0               | 0               | -                  | 0                  | 0                  | -           | -           | -           | 0      | 0      |
| Totale carriera             | Totale carriera             | Totale carriera             | 68+        | 21+        |                 | 4+              | 0+              |                    | 25                 | 1                  |             | 0           | 0           | 97+    | 22+    |

### Cronologia presenze e reti in nazionale
| Cronologia completa delle presenze e delle reti in nazionale ― Angola | Cronologia completa delle presenze e delle reti in nazionale ― Angola | Cronologia completa delle presenze e delle reti in nazionale ― Angola | Cronologia completa delle presenze e delle reti in nazionale ― Angola | Cronologia completa delle presenze e delle reti in nazionale ― Angola | Cronologia completa delle presenze e delle reti in nazionale ― Angola | Cronologia completa delle presenze e delle reti in nazionale ― Angola | Cronologia completa delle presenze e delle reti in nazionale ― Angola |
| Data                                                                  | Città                                                                 | In casa                                                               | Risultato                                                             | Ospiti                                                                | Competizione                                                          | Reti                                                                  | Note                                                                  |
| --------------------------------------------------------------------- | --------------------------------------------------------------------- | --------------------------------------------------------------------- | --------------------------------------------------------------------- | --------------------------------------------------------------------- | --------------------------------------------------------------------- | --------------------------------------------------------------------- | --------------------------------------------------------------------- |
| 28-8-2022                                                             | Luanda                                                                | Angola                                                                | 2 – 0                                                                 | Sudafrica                                                             | Qual. Campionato delle nazioni africane 2022 - 1º turno               | -                                                                     | 90’                                                                   |
| 4-9-2022                                                              | Soweto                                                                | Sudafrica                                                             | 1 – 4                                                                 | Angola                                                                | Qual. Campionato delle nazioni africane 2022 - 1º turno               | 1                                                                     | 80’                                                                   |
| 17-11-2022                                                            | Soweto                                                                | Angola                                                                | 2 – 0                                                                 | Botswana                                                              | Amichevole                                                            | -                                                                     |                                                                       |
| 20-11-2022                                                            | Mbombela                                                              | Sudafrica                                                             | 1 – 1                                                                 | Angola                                                                | Amichevole                                                            | -                                                                     | 63’                                                                   |
| 16-1-2023                                                             | Oran                                                                  | Mali                                                                  | 3 – 3                                                                 | Angola                                                                | Campionato delle nazioni africane 2022 - 1º turno                     | 1                                                                     |                                                                       |
| 20-1-2023                                                             | Oran                                                                  | Angola                                                                | 0 – 0                                                                 | Mauritania                                                            | Campionato delle nazioni africane 2022 - 1º turno                     | -                                                                     | 28’                                                                   |
| 27-3-2023                                                             | Luanda                                                                | RD del Congo                                                          | 1 – 1                                                                 | Ghana                                                                 | Qual. Coppa d'Africa 2023                                             | -                                                                     | 86’                                                                   |
| 7-9-2023                                                              | Lubango                                                               | RD del Congo                                                          | 0 – 0                                                                 | Madagascar                                                            | Qual. Coppa d'Africa 2023                                             | -                                                                     | 46’                                                                   |
| 21-11-2023                                                            | Saint-Pierre                                                          | Mauritius                                                             | 0 – 0                                                                 | Angola                                                                | Qual. Mondiali 2026                                                   | -                                                                     | 61’                                                                   |
| 20-1-2024                                                             | Bouaké                                                                | Mauritania                                                            | 2 – 3                                                                 | Angola                                                                | Coppa d'Africa 2023 - 1º turno                                        | 1                                                                     | 78’                                                                   |
| 23-1-2024                                                             | Yamoussoukro                                                          | Angola                                                                | 2 – 0                                                                 | Burkina Faso                                                          | Coppa d'Africa 2023 - 1º turno                                        | -                                                                     | 58’                                                                   |
| 27-1-2024                                                             | Bouaké                                                                | Angola                                                                | 3 – 0                                                                 | Namibia                                                               | Coppa d'Africa 2023 - Ottavi di finale                                | -                                                                     | 70’                                                                   |
| 2-2-2024                                                              | Abidjan                                                               | Nigeria                                                               | 1 – 0                                                                 | Angola                                                                | Coppa d'Africa 2023 - Quarti di finale                                | -                                                                     | 66’                                                                   |
| 25-3-2024                                                             | Marrakech                                                             | Comore                                                                | 0 – 0                                                                 | Angola                                                                | Amichevole                                                            | -                                                                     |                                                                       |
| 11-6-2024                                                             | Luanda                                                                | Angola                                                                | 1 – 1                                                                 | Camerun                                                               | Qual. Mondiali 2026                                                   | -                                                                     | 84’                                                                   |
| 11-10-2024                                                            | Luanda                                                                | Angola                                                                | 2 – 0                                                                 | Niger                                                                 | Qual. Coppa d'Africa 2025                                             | -                                                                     | 87’                                                                   |
| 15-10-2024                                                            | Niamey                                                                | Niger                                                                 | 0 – 1                                                                 | Angola                                                                | Qual. Coppa d'Africa 2025                                             | -                                                                     | 80’                                                                   |
| 18-11-2024                                                            | Bengasi                                                               | Sudan                                                                 | 0 – 0                                                                 | Angola                                                                | Qual. Coppa d'Africa 2025                                             | -                                                                     | 83’                                                                   |
| 20-3-2025                                                             | Bengasi                                                               | Libia                                                                 | 1 – 1                                                                 | Angola                                                                | Qual. Mondiali 2026                                                   | -                                                                     | 81’                                                                   |
| Totale                                                                |                                                                       | Presenze                                                              | 19                                                                    |                                                                       | Reti                                                                  | 3                                                                     |                                                                       |

## Palmarès

### Club

#### Competizioni nazionali
- Girabola: 1

Petro Atlético: 2022-2023
- Coppa d'Angola: 2

Petro Atlético: 2022, 2023
- MTN 8: 1

Orlando Pirates: 2025